# Liwā' Dayr ‘Allā
Liwā' Dayr ‘Allā (arabiska: لواء دير علا) är ett departement i Jordanien.   Det ligger i guvernementet Balqa, i den norra delen av landet, 40 km nordväst om huvudstaden Amman.